# NGC 3786
NGC 3786 (również PGC 36158 lub UGC 6621) – galaktyka spiralna z poprzeczką (SBa/P), znajdująca się w gwiazdozbiorze Wielkiej Niedźwiedzicy. Odkrył ją John Herschel 10 kwietnia 1831 roku. Należy do galaktyk Seyferta. Wraz z NGC 3788 tworzy parę skatalogowaną jako Arp 294 w Atlasie Osobliwych Galaktyk Haltona Arpa.
W galaktyce tej zaobserwowano supernowe SN 1999bu i SN 2004bd.